# Médaille du troisième degré de la république d'Azerbaïdjan

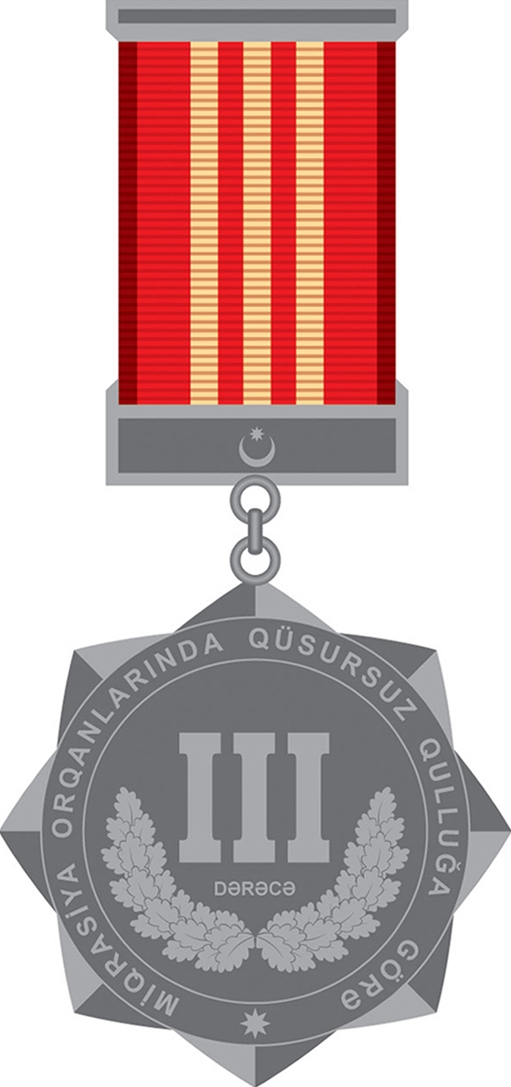

La médaille du troisième degré de la république d'Azerbaïdjan pour "service impeccable dans les organismes de migration" (en azerbaïdjanais: "Miqrasiya orqanlarında qüsursuz qulluğa görə" III dərəcəli medalı) est une récompense d'État de l'Azerbaïdjan. Le prix a été créé le 16 novembre 2012.

## Description de la médaille
La médaille de la république d'Azerbaïdjan «Pour un service impeccable dans les organismes de migration» est décernée aux employés ayant un rang spécial de service dans les organismes de migration de la république d'Azerbaïdjan qui ont accompli 10, 15 et 20 années civiles au 19 mars de chaque année pour une qualité irréprochable l'exercice de fonctions officielles. La médaille de la république d'Azerbaïdjan du 3e degré «Pour un service impeccable dans les organismes de migration» est décernée aux personnes qui ont servi dans des organismes de migration pendant au moins 10 ans.
La médaille est attachée à un ruban rectangulaire de 27 mm x 47,5 mm avec un élément de fixation à un vêtement avec une boucle. Des deux côtés du ruban rouge, il y a 3 bandes verticales jaune clair de 1,5 mm de largeur et 2,5 mm de largeur, espacées de 2 mm au centre. Une plaque d'argent lisse de 4 mm de large est fixée au sommet d'un ruban noir.